# Joan Marí Cardona
Joan Marí Cardona (Sant Rafel de sa Creu, 1925 — Eivissa, 2002) fou un religiós i historiador eivissenc. El 1938 va ingressar al Seminari Conciliar d'Eivissa, on hi conegué Isidor Macabich Llobet, i als de València i Palma, i a la Universitat de Salamanca, fins que fou ordenat sacerdot el 1949. S'especialitzà en grec clàssic i fou nomenat rector de Sant Carles fins que el 1952 fou nomenat canonge arxiver de la Catedral d'Eivissa, alhora que donava classes de filosofia i grec al Seminari.
El 1959 fundà Ràdio Popular, la primera emissora radiofònica de les Pitiüses, amb estudi a la torre del campanar del temple de la Santa Creu, i de la que en fou director fins al 1979. Del 1982 al 1989 fou vicari general del bisbe d'Eivissa, i fins al 1992 director de Càritas Diocesana a Eivissa i Formentera. També fou president de l'Institut d'Estudis Eivissencs de 1976 a 1994. El 1996 fou president de Sa Talaia, societat que procurava per la recepció de TV3 a les Pitiuses. Des del 1972 publicà articles a la revista Eivissa i nombrosos llibres ben documentats amb fonts de l'Arxiu episcopal. El 2000 va rebre la Medalla d'Or de la Comunitat Autònoma de les Illes Balears

## Obres

### Articles
- Los molinos de viento en Ibiza y Formentera (1973)
- Los molinos de Ibiza y Formentera, hoy (1973)
- Una iglesia del siglo XIV: sa Capella de sa Tanca Véia (1974)
- 1682. Búsqueda de tesoros escondidos en sa Cova d'en Jaume Orat (1974)
- Les nostres torres de defensa (1974)
- Formentera i els seus quartons (1975)

### Llibres
- La conquista catalana de 1235 (1976)
- Els llibres d'entreveniments (1981)
- Formentera (1983)
- Balansat (1984)
- Sant Antoni de Portmany. Parròquies d'Eivissa i Formentera, 1785-1985 (1985)
- Portmany (1990)
- El llarg camí del pa a Formentera (1993)
- Els camins i les imatges de l'arxiduc, ahir i avui (1993)
- Formentera: documentació i paisatges (1994)
- El camí de Missa (1996)
- Eivissa passa a passa (1999)
- Formentera: passa a passa per les vies públiques (1999)
- Santa Maria d'Eivissa (1985)